# Xenaleyrodes
Xenaleyrodes es un género de insectos hemípteros de la familia Aleyrodidae, subfamilia Aleyrodinae. El género fue descrito primero por Takahashi en 1936. La especie tipo es Xenaleyrodes artocarpi.

## Especies
Lista de especies:
- Xenaleyrodes artocarpi Takahashi, 1936
- Xenaleyrodes broughae Martin, 1985
- Xenaleyrodes eucalypti (Dumbleton, 1956)
- Xenaleyrodes fauceregius Martin, 1999
- Xenaleyrodes irianicus Martin, 1985
- Xenaleyrodes timonii Martin, 1985